# 寨子城及武廟
寨子城及武廟位於四川省眉山市東坡區，文物遺址年代判定為清代。2007年6月1日公佈為四川省第七批文物保護單位。